# Comuna Hubcea, Starokosteantîniv
Hubcea (în ucraineană Губча) este o fosta comună în raionul Starokosteantîniv, regiunea Hmelnîțkîi, Ucraina, formată din satele Hubcea (reședința), Malkî, Partînți și Zelenți. Lichidat ca urmare a reformei Descentralizarea în Ucraina, teritoriul a devenit parte a hromada  Starokosteantîniv nou formate.

## Demografie
Componența lingvistică a comunei Hubcea
     Ucraineană (98,64%)
     Rusă (1,19%)
Conform recensământului din 2001, majoritatea populației comunei Hubcea era vorbitoare de ucraineană (98,64%), existând în minoritate și vorbitori de rusă (1,19%).